# (500183) 2012 FH53
(500183) 2012 FH53 es un asteroide perteneciente al cinturón de asteroides, descubierto el 27 de febrero de 2012 por el equipo del Pan-STARRS desde el Observatorio de Haleakala, Hawái, Estados Unidos.

## Designación y nombre
Designado provisionalmente como 2012 FH53.

## Características orbitales
2012 FH53 está situado a una distancia media del Sol de 2,623 ua, pudiendo alejarse hasta 3,035 ua y acercarse hasta 2,210 ua. Su excentricidad es 0,157 y la inclinación orbital 7,133 grados. Emplea 1551,68 días en completar una órbita alrededor del Sol.

## Características físicas
La magnitud absoluta de 2012 FH53 es 17,7.